# Polythiazyl
Polythiazyl ist eine anorganische chemische Verbindung aus der Gruppe der kovalenten Nitride. Die Verbindung gehört neben dem Dischwefeldinitrid, dem Tetraschwefeldinitrid, dem Tetraschwefeltetranitrid, dem Pentaschwefelhexanitrid, dem Monoschwefelmononitrid, dem Monoschwefeldinitrid und den Oligoschwefeldinitriden zur Gruppe der Schwefel-Stickstoff-Verbindungen oder Schwefelnitride. Die polymere anorganische und elektrisch leitfähige Verbindung zeigt Supraleitung bei sehr tiefen Temperaturen.

## Geschichte
Die Verbindung wurde erstmals im Jahre 1910 von F.P. Burt beschrieben, der es durch das Erhitzen von Tetraschwefeltetranitrid im Vakuum über Silberwolle erhalten hat.
Die Verbindung war die erste Nichtmetallverbindung, bei der die Supraleitfähigkeit nachgewiesen werden konnte. Allerdings ist die Sprungtemperatur mit 0,3 K relativ niedrig, was keine praktische Anwendung wahrscheinlich macht.

## Gewinnung und Darstellung
Die Verbindung entsteht durch die Polymerisation des nur bei tiefen Temperaturen stabilen Dischwefeldinitrids. Beim langsamen Aufheizen des weißen Ausgangsstoffs auf −10 °C einsteht zunächst ein tiefblaues, radikalisches und paramagnetisches Intermediat aus offenkettigen NSNS-Einheiten, welches sich dann innerhalb von zwei bis drei Tagen zum kristallinen polymeren Polythiazyl umwandelt. Polythiazyl kann auch mittels Vakuumpyrolyse von Tetraschwefeltetranitrid an Silberwolle bei 300 °C hergestellt werden, wobei intermediär das Dischwefeldinitrid auftritt. Ein Syntheseweg, der die explosiven Ausgangsstoffe S2N2 bzw. S4N4 vermeidet, ist die Umsetzung von Trithiazyltrichlorid (NSCl)3 mit Trimethylsilylazid. Das Trithiazyltrichlorid kann aus Dischwefeldichlorid, Ammoniumchlorid und Chlor erhalten werden.
{\displaystyle {\ce {4 S2Cl2 + 2 NH_4Cl -> [S3N2Cl]Cl + 8 HCl + 5/8 S8}}}
{\displaystyle {\ce {3 [S3N2Cl]Cl + 3 Cl2 -> 2 (NSCl)3 + 3 SCl2}}}
{\displaystyle {\ce {1/3 (NSCl)3 + Me3SiN3 -> {\frac {1}{x}}(SN)_{x}\, + 3/2 N2 + Me3SiCl}}}

## Eigenschaften
Polythiazyl ist ein metallisch-golden glänzendes, kristallines Material, das faserartig vorliegt. Das Polymer ist relativ inert gegenüber Sauerstoff und Wasser, zersetzt sich aber an der Luft zu einem grauen Pulver. Bei Temperaturen ab 240 °C kann eine explosionsartige Zersetzung erfolgen. Auch bei Schlag explodiert die Verbindung.
Die Struktur der kristallinen Verbindung konnte mittels Röntgenbeugung aufgeklärt werden. Hier ergaben sich alternierend SN-Bindungslängen von 159 pm und 163 pm sowie SNS-Bindungswinkel von 120 °C und NSN-Bindungwinkel von 106 °C.
Das Material besitzt eine anisotrope elektrische Leitfähigkeit. Entlang der Fasern bzw. SN-Ketten ist die Verbindung elektrisch leitfähig, senkrecht dazu ist sie ein Isolator. Die eindimensionale Leitfähigkeit beruht auf den Bindungsverhältnissen in der S–N–Kette, wo jedes Schwefelatom zwei π-Elektronen bzw. jedes Stickstoffatom ein π-Elektron zur Bildung von Zweizentren-3π-Elektronen-Bindungseinheiten liefert.
Bei der Verbindung wurde zwei polymorphe Kristallformen beobachtet. Die aus der Synthese resultierende, monokline Form I kann durch eine mechanische Behandlung wie einem Mahlen in eine orthorhombische Form II umgewandelt werden.

## Verwendung
Auf Grund der elektrischen Leitfähigkeit kann Polythiazyl als Material für LEDs, Transistoren, Batteriekathoden und Solarzellen verwendet werden.